# Eleccions generals japoneses de 2014
Les eleccions generals japoneses de 2014 per a elegir els diputats de la Cambra de Representants del Japó (en japonès: 第47回衆議院議員総選挙 dai-yonjūnanakai Shūgiin giin sōsenkyo) es van celebrar el 14 de desembre de 2014. Per aquestes votacions es van escollir els 475 membres de la cambra baixa del Parlament japonès i ells van escollir una altra vegada a Shinzō Abe com a primer ministre del Japó al guanyar-les.

## Antecedents
El 2012, el govern del Partit Democràtic de Yoshihiko Noda va decidir augmentar l'impost al consum japonès. Aquest moviment impopular va permetre al Partit Liberal Democràtic (PLD) de Shinzo Abe recuperar el control del govern japonès a les eleccions generals japoneses de 2012. Abe va procedir a implementar una sèrie de programes econòmics coneguts com "Abenomics" en un intent per estimular l'economia. Malgrat aquests programes, el Japó va entrar en una recessió tècnica a mitjans del 2014, que Abe va culpar de l'augment de l'impost al consum, tot i que molts membres del LDP van donar suport a l'augment. Abe va convocar eleccions anticipades el 18 de novembre, en part amb el propòsit d'aconseguir el suport del LDP per posposar la pujada i implementar els Abenomics.
En virtut dels canvis de 2013 a la llei electoral dissenyats per reduir la mala distribució, es van tornar a traçar els límits dels districtes a 17 prefectures i es van eliminar cinc districtes. El nombre de diputats de primera volta es va reduir a 295, i el nombre total  a 475.

## Sistema electoral
El Japó és un país es regeix pel sistema de Westminster de govern parlamentari. La Dieta del Japó està composta per dues cambres electives, que són la Cambra de Consellers i la Cambra de Representants. Segons la Constitució del Japó, tot i que ambdues cambres comparteixen el poder legislatiu, la Cambra de Representants preval sobre les resolucions de la Cambra de Consellers en alguns punts, inclòs el nomenament del Primer Ministre. A més, només la Cambra de Representants té dret a aprovar una moció de censura al Gabinet.
Els membres de la Cambra de Representants son elegits per un mandat de quatre anys, però el Gabinet pot dissoldre-la en qualsevol moment. El nombre d'escons a la Cambra de Representants no es defineix a la Constitució del Japó sinó a la "Llei d'eleccions de càrrecs públics", que es modifica periòdicament. Per a les eleccions generals de 2014 s'escollien 475 diputats mitjançant un sistema de vot paral·lel, en el què 295 van ser elegits de districtes uninominals per escrutini uninominal majoritari, i 180 van ser elegits per representació proporcional amb llista de partit en 11 circumscripcions electorals.

## Resultats
| Eleccions generals japoneses de 2014 | Eleccions generals japoneses de 2014 | Eleccions generals japoneses de 2014 | Eleccions generals japoneses de 2014 | Eleccions generals japoneses de 2014 | Eleccions generals japoneses de 2014 | Eleccions generals japoneses de 2014 | Eleccions generals japoneses de 2014 | Eleccions generals japoneses de 2014 | Eleccions generals japoneses de 2014 | Eleccions generals japoneses de 2014 |
| Partit                               | Partit                               | Proporcional                         | Proporcional                         | Proporcional                         | Circumscripció                       | Circumscripció                       | Circumscripció                       | Escons totals                        | Augment · Disminució                 | Govern                               |
| Partit                               | Partit                               | Vots                                 | %                                    | Escons                               | Vots                                 | %                                    | Escons                               | Escons totals                        | Augment · Disminució                 | Govern                               |
| ------------------------------------ | ------------------------------------ | ------------------------------------ | ------------------------------------ | ------------------------------------ | ------------------------------------ | ------------------------------------ | ------------------------------------ | ------------------------------------ | ------------------------------------ | ------------------------------------ |
|                                      | Partit Liberal Democràtic            | 19,914,883                           | 34.66                                | 72                                   | 27,626,235                           | 48,08                                | 187                                  | 259                                  | 25                                   | Coalició                             |
|                                      | Partit Democràtic                    | 9.775.991                            | 18,33                                | 35                                   | 11.916.849                           | 22,51                                | 38                                   | 73                                   | 16                                   | Oposició                             |
|                                      | Partit de la Innovació               | 8.382.699                            | 15,72                                | 30                                   | 4.319.646                            | 8,16                                 | 11                                   | 41                                   | 13                                   | Oposició                             |

## Conseqüències
El Partit Liberal Democràtic (PLD) va perdre un petit nombre d'escons però va ampliar lleugerament la seva coalició majoritària amb Kōmeitō, permetent la continuació del govern de Shinzo Abe. La participació va ser un rècord baix, i molts votants van veure les eleccions com una pèrdua de temps i diners. El president del Partit Democràtic, Banri Kaieda, va perdre el seu escó a Tòquio mentre el Partit Comunista Japonès va doblar la seva força. El Partit de la Innovació i el Partit per a les Futures Generacions d'inclinació dretana van perdre escons.
El Partit Democràtic del Japó es va fusionar amb el Partit de la Innovació, de centre-dreta el 26 de març de 2016 en el nou Partit Democràtic amb la intenció de concòrrer a les eleccions a la Cambra de Consellers de l'estiu de 2016.